# Malmö Isstadion
Il Malmö Isstadion è un'arena coperta di Malmö. L'impianto ha ospitato diversi eventi sportivi e concerti, tra cui l'Eurovision Song Contest 1992 e la finale della Coppa Davis 1996, venendo parzialmente sostituita dalla Malmö Arena, inaugurata nel 2008.
Tra il 1968 e il 2008 è stata la sede dei Malmö Redhawks mentre dal 1968 al 1972 dei Malmö Fotbollförening.